# Gosford Anglican Church
Die Gosford Angelican Church ist die anglikanische Kirchengemeinde des ostaustralischen Ortes Gosford (New South Wales). Die Gemeinde gehört zur Diözese Sydney der Anglican Church of Australia. 
Die Gemeinde erlangte australienweite und teilweise weltweite Aufmerksamkeit, weil sie immer wieder öffentlich zu gesellschaftspolitischen Themen, wie der Flüchtlingspolitik Australiens, der Heirat von Homosexuellen, Frauenrechten und der Beteiligung Australiens an exterritorialen Kriegen Stellung bezog. Leiter der Gemeinde ist Father Rob Bower. In der Auffahrt der Kirche steht eine Anzeigentafel, auf der die wöchentlichen Gottesdienste angezeigt werden. Auf dieser Tafel bringt die Gosford Angelican Church immer wieder gesellschaftskritische und politische Botschaften an, die mittels Social Media weit verbreitet werden. Dort war u. a. zu lesen: 
- Jesus had two Dads and he turned out OK.
- Supporting Constitutional Acknowledgement of First Nation
- Allah Help Egypt
- Rupert News is very, very Limited.(bezogen auf Rupert Murdochs Medien Imperium)
- Dear Christians, Laugh at yourselves I do, Love God
- Asylum Seekers We Can Do Better (bezogen auf die Australische Asylpolitik) u. a.